# Stockage souterrain d'hydrogène
Le stockage souterrain de l'hydrogène est la pratique du stockage de l'hydrogène dans des cavernes, des dômes de sel et des champs de pétrole ou de gaz épuisés. De grandes quantités d'hydrogène gazeux sont stockées dans des cavernes depuis de nombreuses années. Le stockage souterrain de grandes quantités d'hydrogène dans des dômes de sel extraits par solution, des aquifères, des cavernes rocheuses excavées ou des mines peut fonctionner comme stockage d'énergie du réseau, essentiel pour l'économie de l'hydrogène.

## Types de stockages souterrains
Les couches géologiques de sel font figure de solution privilégiée,. Une autre solution est le stockage en roche poreuse, soit dans des champs d’hydrocarbures épuisés,, soit en aquifères. Une dernière solutions est de créer dans des roches dures des cavités minées, revêtues ou non.
Les cavernes de stockage en cavité saline sont créées par dissolution d’une couche géologique de sel au moyen d'un forage profond : le « lessivage », qui mobilise huit à dix volumes d’eau pour un volume de stockage. Ces cavernes affichent couramment une hauteur supérieure à 300 mètres, pour un diamètre compris entre 50 et 100 mètres, et la pression peut y atteindre 200 bars, pour des profondeurs au-delà de 1 000 mètres. La pression est indispensable pour assurer le maintien de la géométrie de la cavité, empêchant le fluage du sel. Par conséquent, une quantité de « gaz coussin » occupant environ un tiers du volume total doit toujours être conservée. La première cavité saline a été créée en 1940 aux États-Unis pour stocker des hydrocarbures. En 2023, il en existe plus de 1 900 dans le monde.
Le stockage en roche poreuse, utilisé depuis 1915 pour les hydrocarbures, utilise des vides naturels dans la roche. Le gaz ayant tendance à remonter, une « couverture » de roche imperméable (argile, argilite, etc.) est nécessaire pour piéger le gaz. On dénombre en 2023 plus de 500 sites de stockage de gaz.
Lorsque ni sel ni roche poreuse ne sont disponibles, il est possible de creuser des galeries dans des roches dures, éventuellement équipées de membranes étanches : des cavités minées, revêtues ou non. Une nappe phréatique peut assurer l’étanchéité des cavités minées en l’absence de revêtement étanche, à condition que le potentiel hydraulique de la nappe soit supérieur au potentiel hydraulique du produit stocké.

## Coût
En utilisant un turbodétendeur, les besoins en électricité pour le stockage comprimé à 200 bar s'élèvent à 2,1 % du contenu énergétique.
Le stockage souterrain dans des cavités salines sera la solution privilégiée en raison de son faible coût et de sa flexibilité d’exploitation. Une cavité saline de 300 000 mètres cubes pourrait stocker environ 2 000 tonnes d’hydrogène. Les coûts d’investissement pour stocker l’hydrogène en cavités salines ou en milieu poreux devraient rester similaires à ceux du stockage souterrain de gaz naturel. Les solutions en cavités minées seront plus onéreuses, dans un rapport 10 environ.

## Histoire
Le terminal Chevron Phillips Clemens au Texas stocke de l'hydrogène depuis les années 1980 dans une caverne de sel extrait par dissolution. Le toit de la caverne est situé à environ 850 mètres sous terre. La forme de la caverne est cylindrique avec un diamètre de 49 mètres et une hauteur de 300 mètres. Sa capacité utile en hydrogène de 30,2 millions de mètres cubes.

## Développement
Les Laboratoires Sandia ont publié en 2011 un cadre d'analyse des coûts du cycle de vie pour le stockage géologique de l'hydrogène.
Le projet européen Hyunder a indiqué en 2013 que pour le stockage de l'énergie éolienne et solaire, 85 cavernes supplémentaires sont nécessaires car elles ne peuvent pas être couvertes par des systèmes de stockage d'énergie hydroélectrique par pompage et à air comprimé.
ETI a publié en 2015 un rapport Le rôle du stockage de l'hydrogène dans un système d'alimentation propre et réactif notant que le Royaume-Uni dispose de ressources en lit de sel suffisantes pour fournir des dizaines de GWe.
RAG Austria AG a terminé un projet de stockage d'hydrogène dans un gisement de pétrole et de gaz épuisé en Autriche en 2017 et mène son deuxième projet "Underground Sun Conversion".
Une caverne de 800 m de haut et 50 m de diamètre peut contenir de l'hydrogène équivalent à 150 GWh,.
Le projet Skallen, réalisé en Suède au début des années 2000 par un consortium entre Sydkraft et Gaz de France, a montré la faisabilité d’une cavité minée revêtue, en atteignant des pressions supérieures à 200 bars et en testant le cyclage rapide avec des variations de  pression entre 30 et 200 bars sur douze heures, pendant quelques semaines ; ces tests ont été réalisés avec du gaz naturel, mais une démonstration spécifique pour l’hydrogène est en cours en Suède, au sein du projet Hybrit.